# Cleistes bella
Cleistes bella är en orkidéart som beskrevs av Heinrich Gustav Reichenbach och Johannes Eugen ius Bülow Warming. Cleistes bella ingår i släktet Cleistes, och familjen orkidéer. Inga underarter finns listade i Catalogue of Life.